# Верхняя Солонцовка
Ве́рхняя Солонцо́вка — посёлок в Красноярском районе Самарской области. Входит в состав сельского поселения Красный Яр.

## География
Посёлок находится на левом берегу реки Сок, на расстоянии примерно 7 км (по прямой) к северо-востоку от села Красный Яр, административного центра района.

## Население
| 2010 |
| ---- |
| 13   |

### Национальный состав
Согласно результатам переписи 2002 года, в национальной структуре населения русские составляли 70 % из 10 чел.